# Cantagallo (Bolívar)
Cantagallo es un municipio de Colombia situado en el departamento de Bolívar. Según el censo de 2018, tiene una población de 8234 habitantes.
La principal actividad económica del municipio es la explotación del petróleo, que propició la llegada de inmigrantes a mediados del siglo XX.
Limita al norte con el municipio de San Pablo, al sur con los municipios de Yondó y Remedios (Antioquia), al este con el río Magdalena y el municipio de Yondó, y al oeste con el municipio de San Pablo.

## División político-administrativa
Además de su cabecera municipal. Cantagallo tiene bajo su jurisdicción tres corregimientos: Brisas de Bolívar, La Victoria y San Lorenzo.

## Historia
Aparentemente el nombre de Cantagallo obedece a una deformación idiomática de Huacagallo, un mítico cacique que habitó antiguamente el territorio. El toponímico aparece en un impreso de 1778 como punto en el río Magdalena por el que pasó la carrera del correo principal entre Santafé de Bogotá y Cartagena. Algunas versiones no formales manejan la hipótesis de que el pueblo se formó a partir de finales del siglo XIX, como consecuencia de la migración producida en varias regiones del país por la guerra de los Mil Días.
Según Badel, Cantagallo a mediados del siglo XX era un corregimiento de Simití, ubicado en la banda occidental del Magdalena. El nacimiento de Cantagallo data de 1938, cuando siendo un caserío habitado por indígenas, negros y mestizos dedicados a la pesca, la Richmond Petroleum Company of Colombia otorgó una concesión de 18.938 hectáreas a Juan de Dios Gutiérrez para la exploración y explotación petrolera en el corregimiento de Cantagallo. La búsqueda de petróleo se inició en 1941 por la Compañía Socony Vacuum Petróleo, que encontró petróleo en 1948 con lo que se transformó la vida de la región. Ello ocasionó la llegada de inmigrantes de las poblaciones vecinas de Puerto Wilches y Barrancabermeja y transformó su puerto en atracadero de buques cisterna para transportar el petróleo extraído.
Antes de constituirse como municipio era parte de San Pablo del Cimitarra. Fue erigido en municipio por la Asamblea del Departamento mediante Ordenanza n.º 030 del 16 de diciembre de 1994.

## Estructura organizacional municipal
| Cantagallo   | Cantagallo  | Cantagallo                 |
| Departamento | Código DANE | Categoría municipal (2023) |
| ------------ | ----------- | -------------------------- |
| Bolívar      | 13160       | Sexta                      |

- Personería: Es un centro del Ministerio Público de Colombia que ejerce, vigila y hace control sobre la gestión de las alcaldías y entes descentralizados; velan por la promoción y protección de los derechos humanos; vigilan el debido proceso, la conservación del medio ambiente, el patrimonio público y la prestación eficiente de los servicios públicos, garantizando a la ciudadanía la defensa de sus derechos e intereses.

- Concejo municipal: Es la suprema autoridad política del municipio. En materia administrativa sus atribuciones son de carácter normativo. También le corresponde vigilar y hacer control político a la administración municipal. Se regulan por los reglamentos internos de la corporación en el marco de la Constitución Política Colombiana (artículo 313) y las leyes, en especial la Ley 136 de 1994 y la Ley 1551 de 2012. Está constituido por nueve concejales que son electos por un período de cuatro años.

- Alcaldía municipal: Se encarga de la administración municipal y las entidades descentralizadas del municipio.

El alcalde se pronuncia mediante decretos y se desempeña como representante legal, judicial y extrajudicial del municipio. El actual alcalde municipal es Omar Esparragoza Ponce (2024-2027), elegido por voto popular.

## Servicios públicos
- Energía Eléctrica: Electrificadora de Santander, (ESSA) del grupo EPM, es la empresa prestadora del servicio de energía eléctrica.
- Gas Natural: Vanti es la empresa distribuidora y comercializadora de gas natural en el municipio.